# Antonina (EP)
Antonina – gramofonowy EP polskiej grupy muzycznej Test, wydany w 1971 roku, nakładem wytwórni płytowej Pronit.
Wydawnictwo, zawierające 4 utwory zespołu, stanowi jedyną „czwórkę” wydaną w historii grupy Test.

## Lista utworów
Opracowano na podstawie materiału źródłowego.
A1:   „Sam sobie żeglarzem”   (muz. Aleksander Michalski, Andrzej Mikołajczak, Wojciech Gąssowski, sł. Jerzy Miller)
A2:   „Do zobaczenia”   (muz. Andrzej Korzyński, sł. Andrzej Tylczyński)
B1:   „Antonina”   (muz. Wojciech Gąssowski, sł. Jeremi Przybora)
B2:   „Pójdę z tobą w świat daleki”   (muz. Tomasz Dziubiński, Aleksander Michalski, sł. Kazimierz Winkler)